# アンドロゲン受容体
アンドロゲン受容体 (AR)は核内受容体の一種。NR3C4 (nuclear receptor subfamily 3, group C, member 4)としても知られる。アンドロゲン受容体はアンドロゲンホルモンであるテストステロン、又は、ジヒドロテストステロンに細胞質で結合し活性化され、核内に移行する。 アンドロゲン受容体はプロゲステロン受容体と構造が似ており、高用量のプロゲスチンはアンドロゲン受容体を阻害する。
アンドロゲン受容体は転写因子として働き遺伝子の発現を制御する。 

## 画像

アンドロゲン受容体の機能: テストステロン(T)が細胞内に入り、5-α-還元酵素が存在すれば、dihydrotestosterone（DHT）に変換される。 ステロイドと結合後、アンドロゲン受容体(AR)は構造変化しHS蛋白質(hsp)を分離する。 ステロイド結合の前後どちらかにリン酸化(P)する。 AR は核に移行し、二量体化、DNA結合、補助活性化因子を採用する。 標的の遺伝子は転写されタンパク質へと翻訳される。